# Stati Uniti d'America ai XIX Giochi olimpici invernali
Gli Stati Uniti d'America parteciparono ai XIX Giochi olimpici invernali, svoltisi a Salt Lake City, Stati Uniti, dall'8 al 24 febbraio 2002, con una delegazione di 202 atleti impegnati in quindici discipline.